# S.C. Hauberg
Sophus Christopher Hauberg (28. december 1848 i København – 7. marts 1920 sammesteds) var en dansk fabrikant, erhvervsleder og formand for Dansk Arbejdsgiverforening. Bror til museumsinspektør ved Nationalmuseet Peter Christian Hauberg.
Han var søn af apoteker Jørgen Christian Hauberg, blev student fra Sorø Akademi 1867 og tog filosofikum året efter. Han studerede ved Polyteknisk Læreanstalt 1868-71 og var bl.a. involveret i anlæggelsen af Kalundborgbanen, men opgav civilingeniørstudiet. I stedet blev han 1872 praktisk industridrivende, idet han successivt indtrådte i ledelsen af firmaet Hellerung & Haubergs Maskinfabrik, 1885 byggede Maskinfabrikken S.C. Hauberg på Nørrebro i København, 1888 blev direktør for aktieselskabet Koefoed & Hauberg og fra 1897-1916 for A/S Maskinfabrikken Titan, som han havde medvirket til at oprette.
I disse virksomheder udfoldede Hauberg betydelig dygtighed og stort initiativ, så at de af ham ledede forretninger kom til at høre til de største og bedste i landet. Haubergs største betydning ligger på det organisatoriske område, idet han tidligt blev en ledende kraft og dygtig organisator af arbejdsgiverne i industrien, først indenfor sit eget fag, jernindustrien, dernæst som formand for Dansk Arbejdsgiver- og Mesterforening 1911-1920. Som sådan viste han sig under de store konflikter i besiddelse af megen fasthed, men forstod især ved sit forhandlingstalent, sin humor og sin store arbejdsduelighed at finde udveje til arbejdsfred, når situationen mellem arbejdsgivere og arbejdstagere var mest tilspidset.
Hauberg fik også betydning for Københavns infrastruktur. Da han i 1885 anlagde sin maskinfabrik ved fremtidens Tagensvej langt uden for byen, var der endnu ingen større bro eller dæmning over Sortedamssøen i forlængelse af Sølvgade. Der fandtes kun en smal træbro, opført 1878. Men kommunen ville ikke påtage sig det ansvar at anlægge en bekostelig broforbindelse. I en periode overvejede man at etablere fast færgefart over såen, men så tog Sophus Hauberg selv initiativet og fik anlagt en dæmning. En hestetrukket sporvejslinie kunne derfor i 1887 etableres fra Sølvgade ud til Tagensvej. Den gik over åbent land uden gadeanlæg mellem Blegdamsvej og Jagtvej, hvor fælleden stadig var militært område (indtil 1899).
Sophus Haubergs værelse på kollegiet Studentergården beliggende på netop Tagensvej, som han fik gjort til en færdelsåre, er opkaldt ham og skænket af Dansk Arbejdsgiverforening.
Hauberg blev Ridder af Dannebrog 1907 og Dannebrogsmand 1911, var formand for Soransk Samfund fra 1908 til sin død, medlem af Laane- og Diskontobankens bankråd, af bestyrelserne for Det danske Elektricitetskompagni, Det danske Mælkekompagni, Vølund og Frederiksberg Sporvejs- og Elektricitets-Aktieselskab samt i kontrolkomitéen for Frederiksholms Tegl- og Kalkværker. Han var også formand for Industrifagenes Sammenslutning, medlem af repræsentantskabet i Industriforeningen fra 1909, i bestyrelsen for Dansk Eksportforening, medlem af Centralkomitéen, kasserer i Dansk Forening for Arbejderbeskyttelse og medlem af Den permanente Voldgiftsret.
Han blev gift 1. gang med Elizabeth f. Bruce (død 1878), 2. gang med Ellen Sophie H. (f. 29. januar i København), datter af grosserer T.P.C Kastrup og Hustru f. Schoustrup.
Han er begravet på Vestre Kirkegård. Der findes malerier af Otto Bache 1904 i Foreningen af Fabrikanter i Jernindustrien i København og 1912 i Dansk Arbejdsgiverforening; skitse af samme på Frederiksborgmuseet.